# 浦上二番崩れ
浦上二番崩れ（うらかみにばんくずれ）は、現在の長崎市の浦上地区で江戸時代後期に起きた隠れキリシタンの摘発事件である。
長崎で江戸時代中期から4度にわたって発生したキリシタン摘発事件浦上崩れの2度目。
天保13年（1842年）に浦上村の住民がキリシタンであるとの密告があり、帳方（隠れキリシタン組織の指導者）利五郎ら主だった幹部が摘発された。だが、捕らえられた者は一人として自分たちがキリシタンであることを認めず、長崎奉行所の役人である益田土之助も事態を大きくしないように進言したため、捕らえられた者は注意を受けたのみで釈放された。